# Piplärkan 9

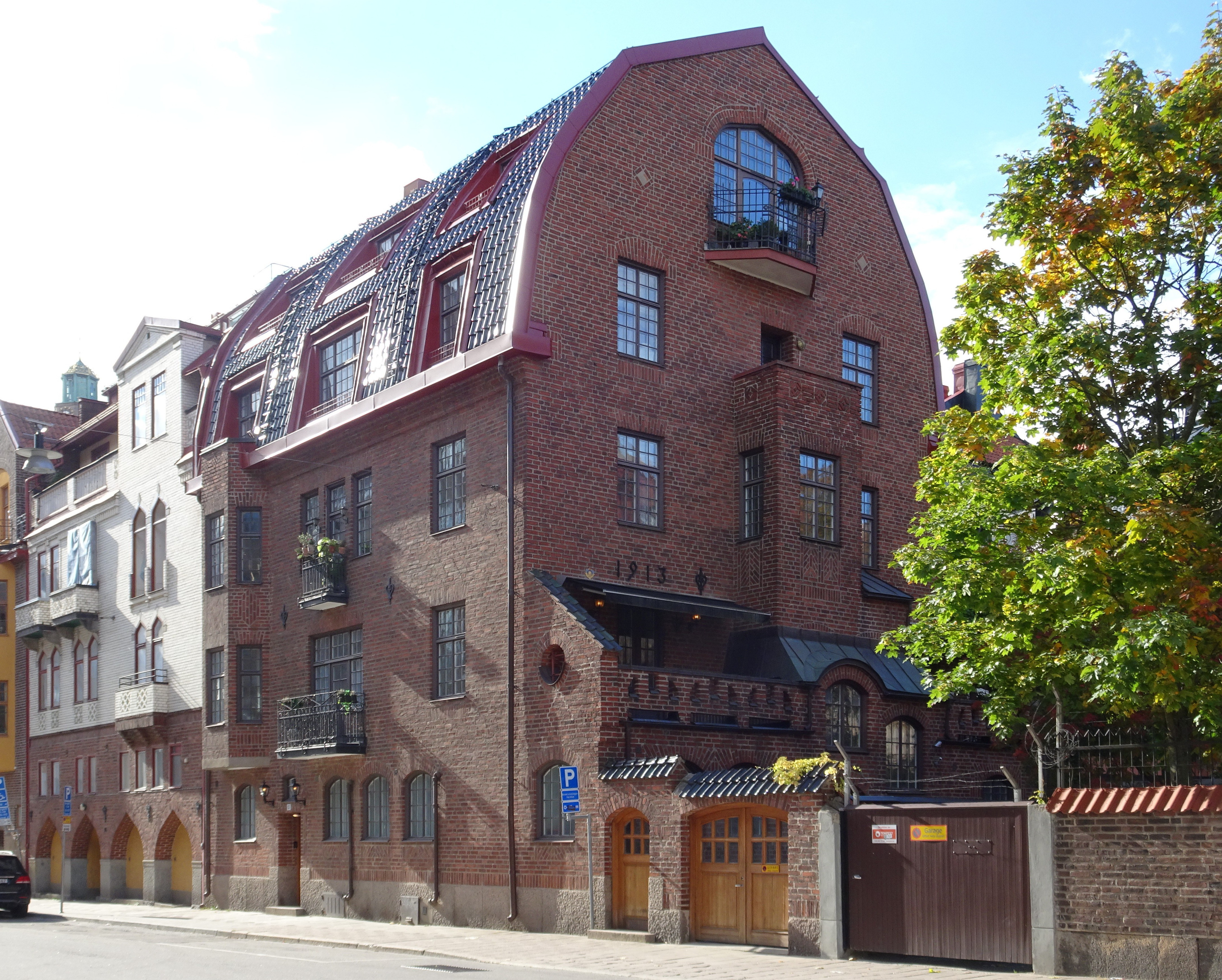
Piplärkan 9, Uggelviksgatan 13, september 2022.

Piplärkan 9 är en kulturhistoriskt värdefull fastighet i kvarteret Piplärkan i Lärkstaden på Östermalm i Stockholm. Den ursprungliga stadsvillan, numera flerbostadshus, vid Uggelviksgatan 13 uppfördes 1912–1913 för industrimannen Erik Ljungberg av byggmästaren Kristofer Holmin efter ritningar av arkitekt Fredrik Dahlberg. Fastigheten är grönmärkt av Stadsmuseet i Stockholm, det innebär "särskilt värdefull från historisk, kulturhistorisk, miljömässig eller konstnärlig synpunkt".

## Bakgrund

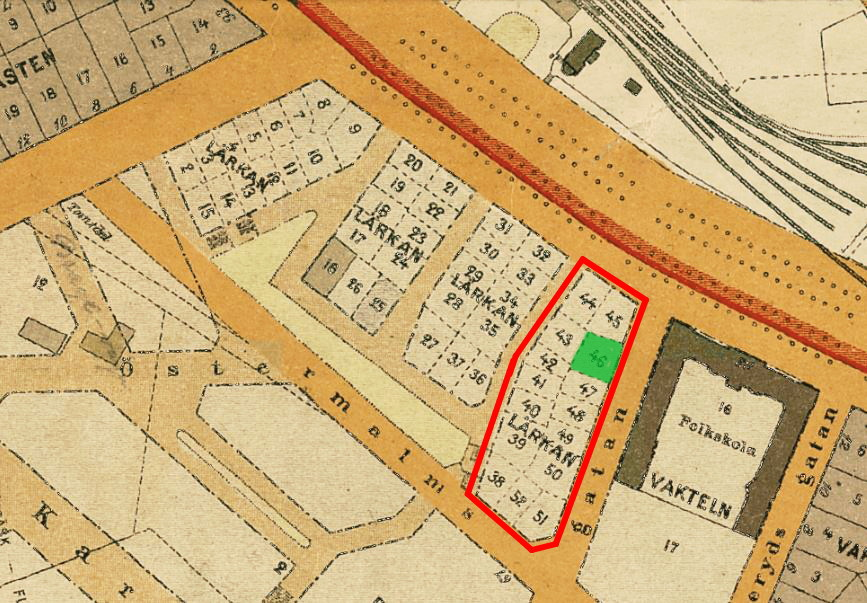
Kvarteret Lärkan, tomt nr 46 (nuvarande Piplärkan 9), 1909.

Enligt Per Olof Hallman, stadsplanearkitekten bakom Lärkstaden, fanns ett stort antal välbeställda borgare i Stockholm som önskade bo i eget hem och på egen grund. Han menade att det borde vara Stadens plikt att förse dessa med egen tomtmark. Hallman kom själv flytta till kvarteret Lärkan (se Sånglärkan 6).
Tomten nummer 46 i Lärkan (sedermera namnändrad till Piplärkan 9) vid Uggelviksgatan 13 köptes i maj 1912 av arkitekten Fredrik Dahlberg. Det var vanlig att arkitekter eller byggmästare förvärvade tomterna i Lärkan för att sedan sälja dem vidare till blivande fastighetsägarna. Fastigheten nr 45 utgjorde den norra gaveltomten i längan Piplärkan 9–13 och omfattade en areal om 432,2 kvadratmeter ”å fri och egen grund”.
Till egendomen hörde även mark för en mindre trädgård nordväst om byggrätten och en infart från Uggelviksgatan. När byggarbetena på Piplärkan 9 satte igång 1912 var många fastigheter redan bebyggda. Villorna i längan Piplärkan 9–13 var bland de sista som färdigställdes.

## Byggnadsbeskrivning

### Exteriör

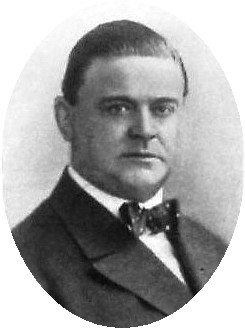
Byggherren Ljungberg.

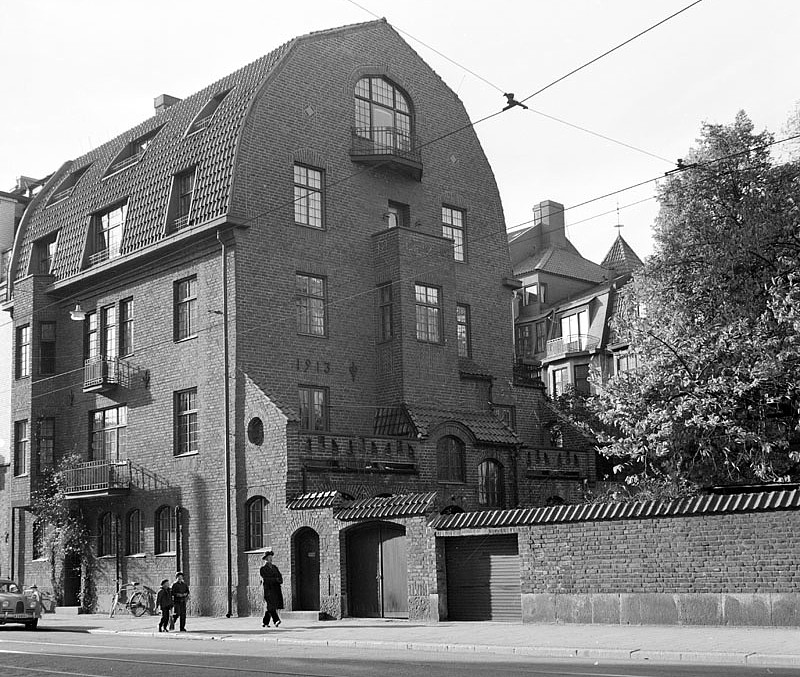
Norra gaveln och infarten, 1962.

Byggherren var industrimannen Erik Ljungberg som anlitade arkitekt Fredrik Dahlberg att gestalta huset och byggmästaren Kristofer Holmin att uppföra det. Holmin stod som byggmästare för fem stadsvillor på Lärkan, utöver Piplärkan 9 även för Sånglärkan 8, Piplärkan 11 Piplärkan 12 och Piplärkan 14. Även gällnade Piplärkan 11 och 12 samarbetade han med Fredrik Dahlberg.
Piplärkan 9 uppfördes i tre våningar med inredd vindsvåning. Fasaderna mönstermurades i rödbrunt, hårdbränt tegel på sockel av granit. Mot gatan märks ett burspråk i två våningar som avslutas med en balkong, allt utfört i mönstermurat tegel. Fasaden smyckas av två dekorativa ankarslut i smide. Fönstren är småspröjsade.
Gaveln accentueras av ytterligare ett burspråk, två små terrasser med balustrader i tegel samt högst upp av en balkong med smidesräcke framför ett stort ateljéfönster. På gaveln syns 1913 i smide, årtalet för byggnadens färdigställande. Gårdssidan domineras av en hög volym som omsluter trapphuset och som ovanför takfoten fortsätter i en fronton. Taket utfördes välvt och täcktes med glasera taktegel. Stilen är tung nationalromantisk.
Genom välvningen kunde man utnyttja volymen maximalt som rymdes i den av stadsplanen föreskrivna profilen vilken inte fick överstiga 13,5 meter över gatulinjen. Huvudentrén placerades på gårdssidan. Porten är glasad, innanför ligger ett vitt marmorgolv med grå bård. Trapphuset bär karaktär av hyreshus. Från gatan anordnades dessutom en mindre port som ursprungligen gick till portvaktslägenheten.

### Interiör

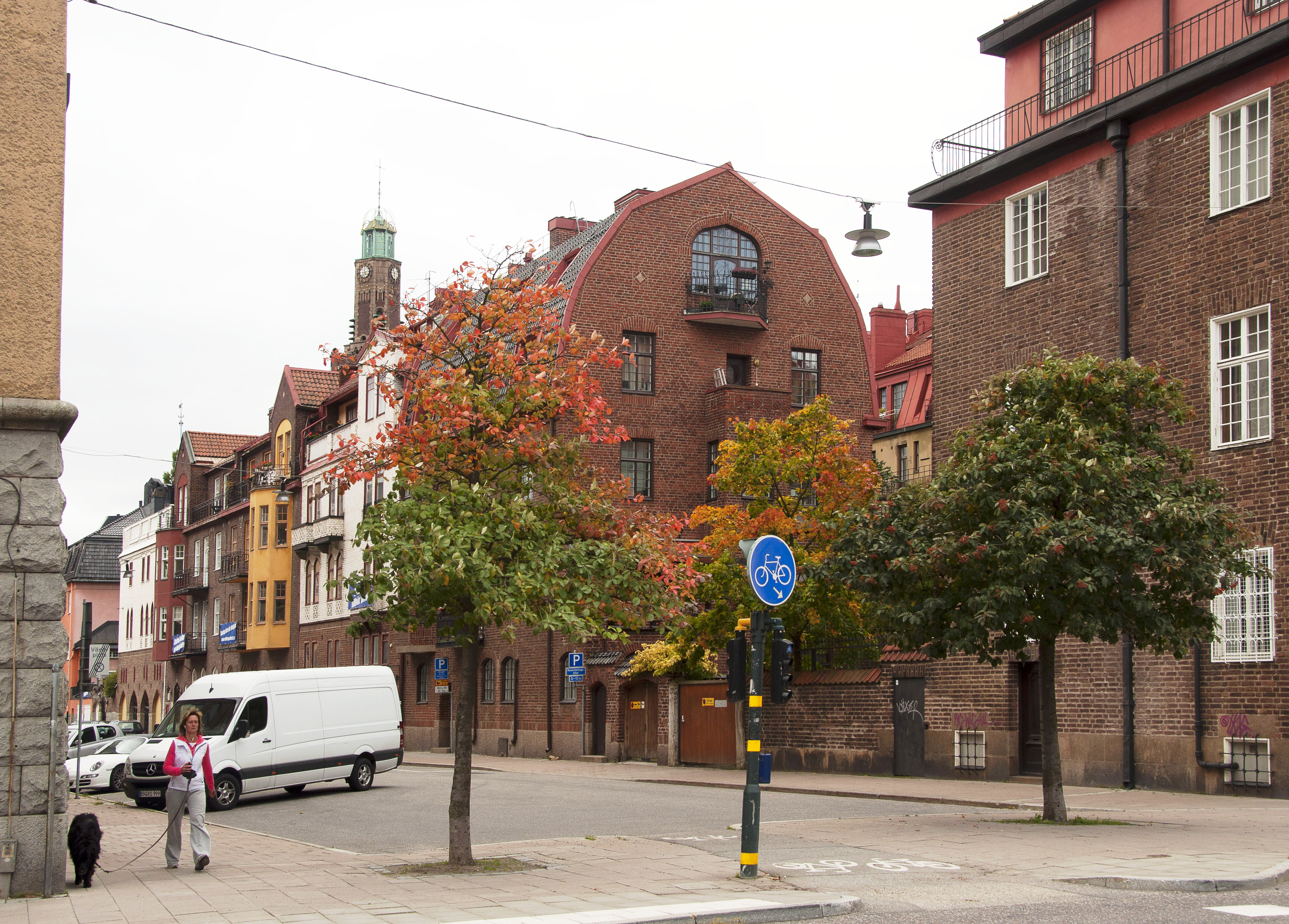
Uggelviksgatan söderut med Piplärkan 9 i mitten, till höger skymtar Piplärkan 8.

Även byggherren Ljungberg sökte, som så många andra nybyggare på Lärkan, att kringgå de stränga stadsplanebestämmelser som gällde för villorna i kvarteret. Utöver ägarens egen våning ville man undvika uthyrning av lägenheter och tillät bara ett kök i varje fastighet med undantag för ett mindre kök i lägenheter för gårdskarlar eller portvakter.
Ljungbergs nya villa hörde till de mer extrema exemplen gällande antal uthyrningsbara bostäder. Av nybyggnadsritningar från 1912 framgår att huset inreddes utöver bostaden för familjen Ljungberg med åtta hyreslägenheter. Bestämmelsen kringgicks genom att man på bottenvåningen hade en portvaktslägenhet med kök och på de två översta våningarna sex dubbletter (lägenheter om två rum) och enkelrum, samtliga med dusch dock utan kök, dessutom en stor ateljévåning högst upp, även den utan kök.
Rumsfördelningen enligt arkitektritningarna från 1912 var följande:
- Källarvåning (under del av huset) – pannrum, kolrum
- Bottenvåningen – hall, portvaktslägenhet om två rum och kök med egen ingång från gatan, ved-, mat- och vinförråd, sal och herrum mot gatan, kök och jungfrurum mot gården samt interntrappa till våningen ovanför.
- Våning 1 trappa – interntrappa, hall, sängkammare, salong, rum (med terrass) mot gatan, barnkammare, huvudtrappa och ytterligare ett rum (med terrass) mot gården
- Våning 2 trappor – två dubbletter med dusch, ett enkelrum med alkov och dusch, samtliga för uthyrning.
- Vindsvåning – ateljé med tre rum

Originalritningar från 1912
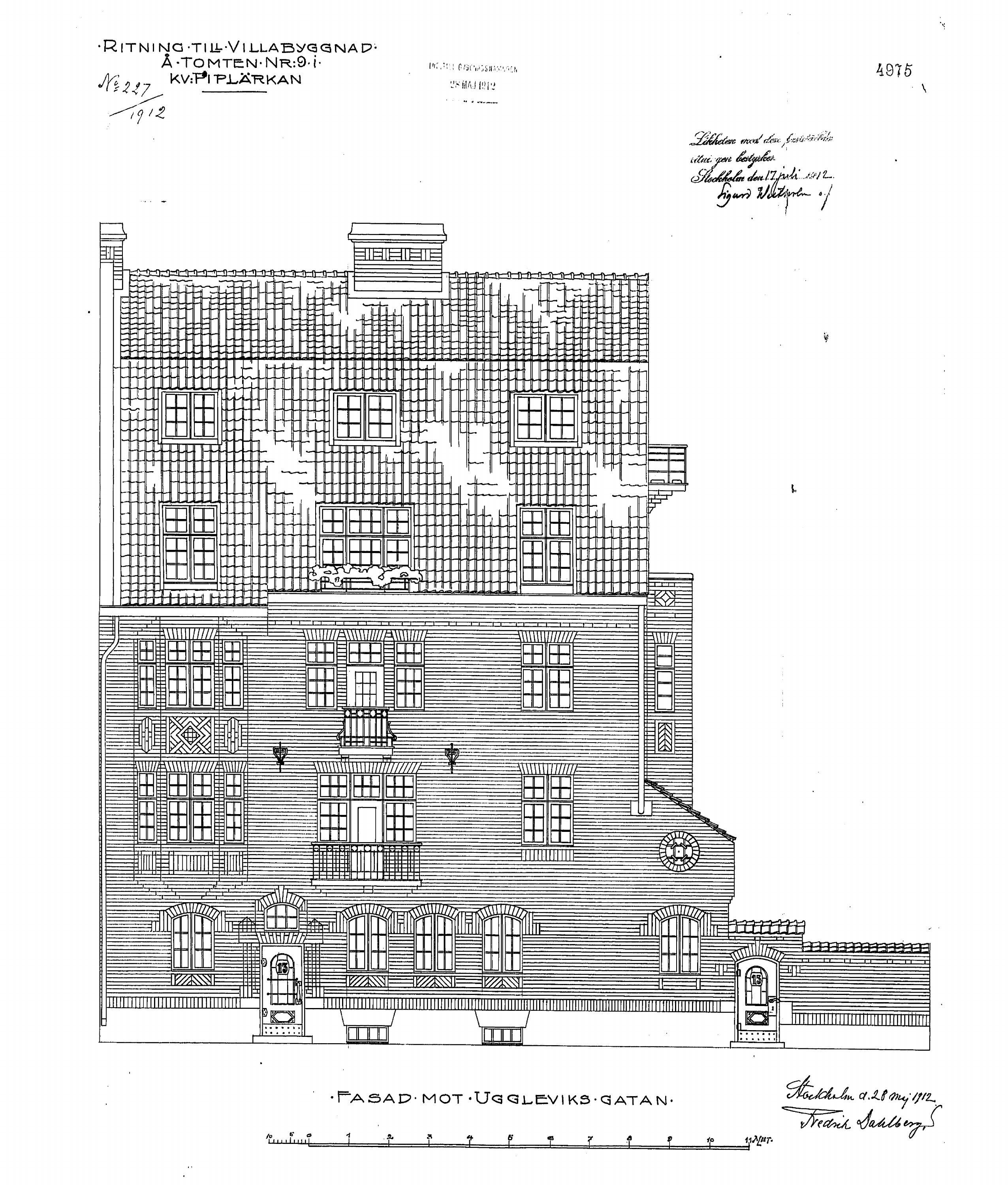
Fasad mot gatan.
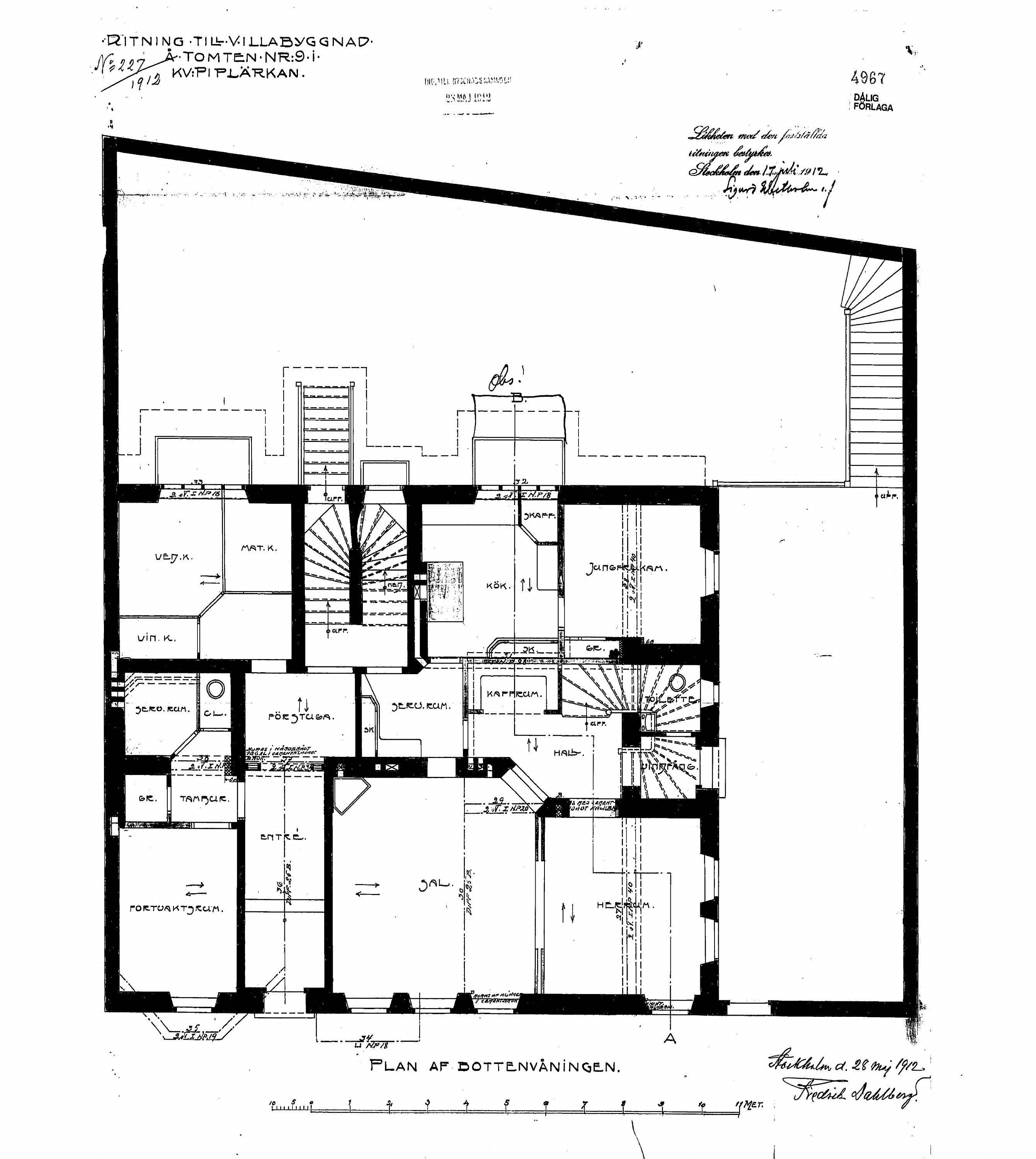
Bottenvåning.
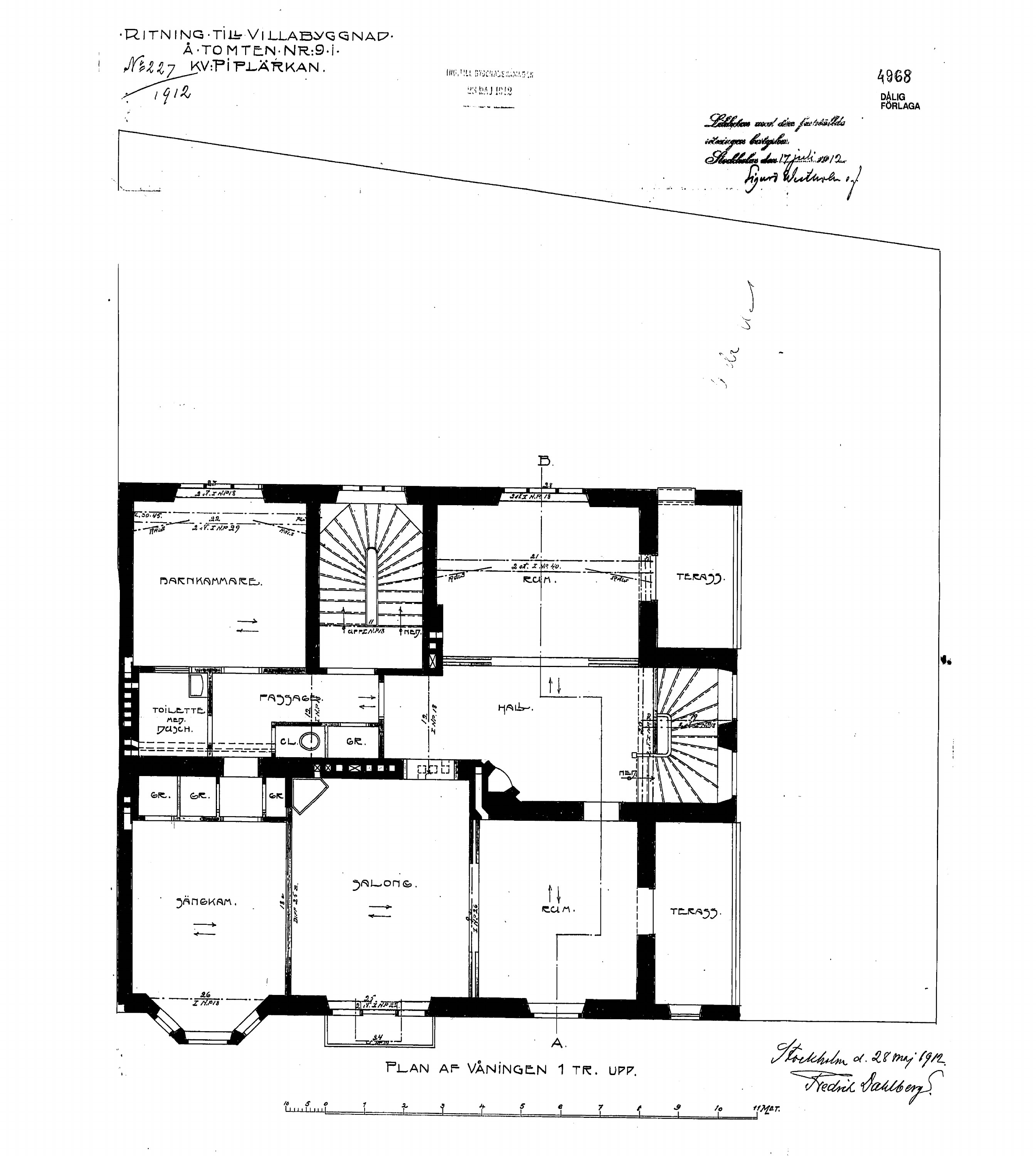
Våning 1 trappa.
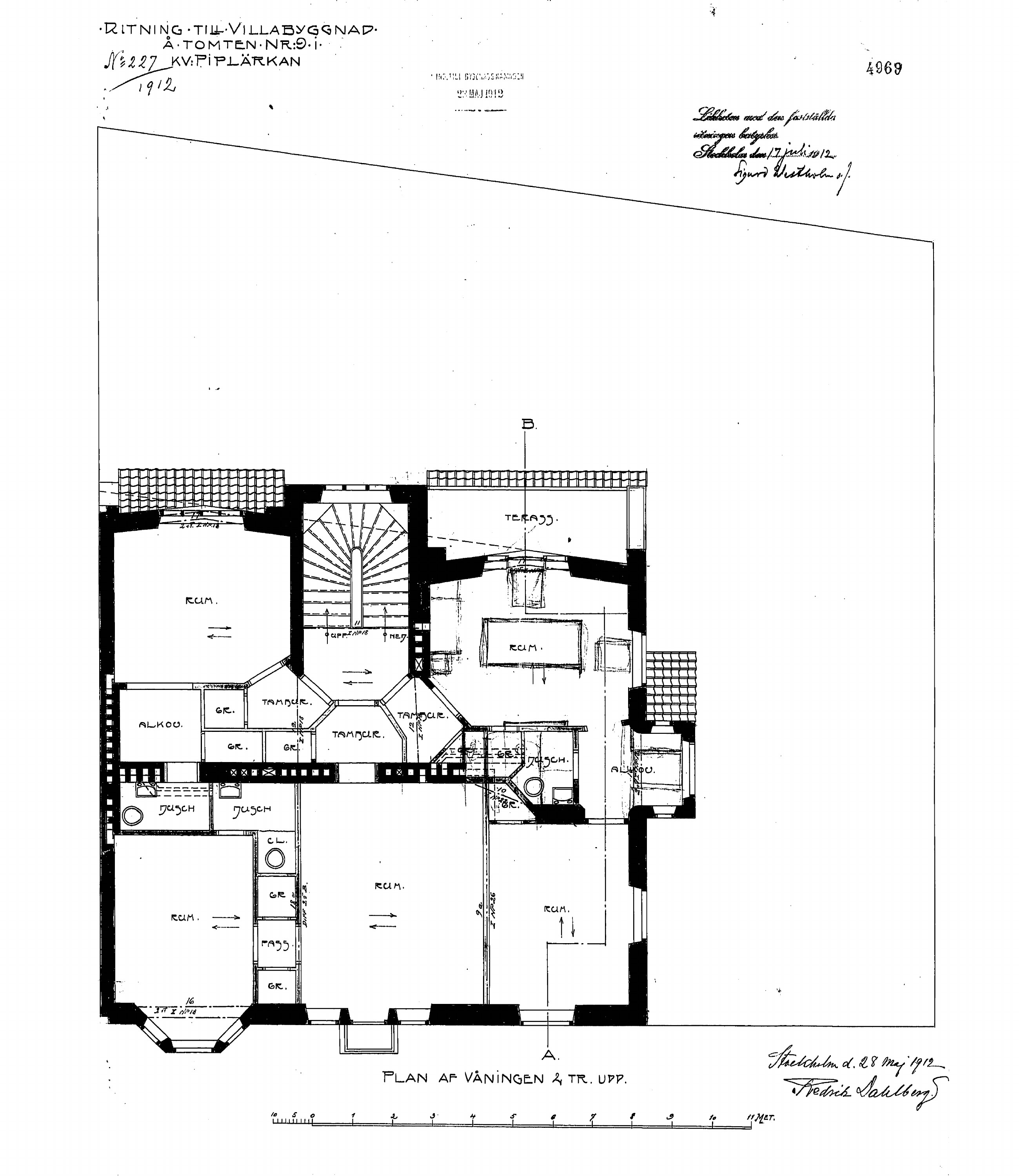
Våning 2 trappor.
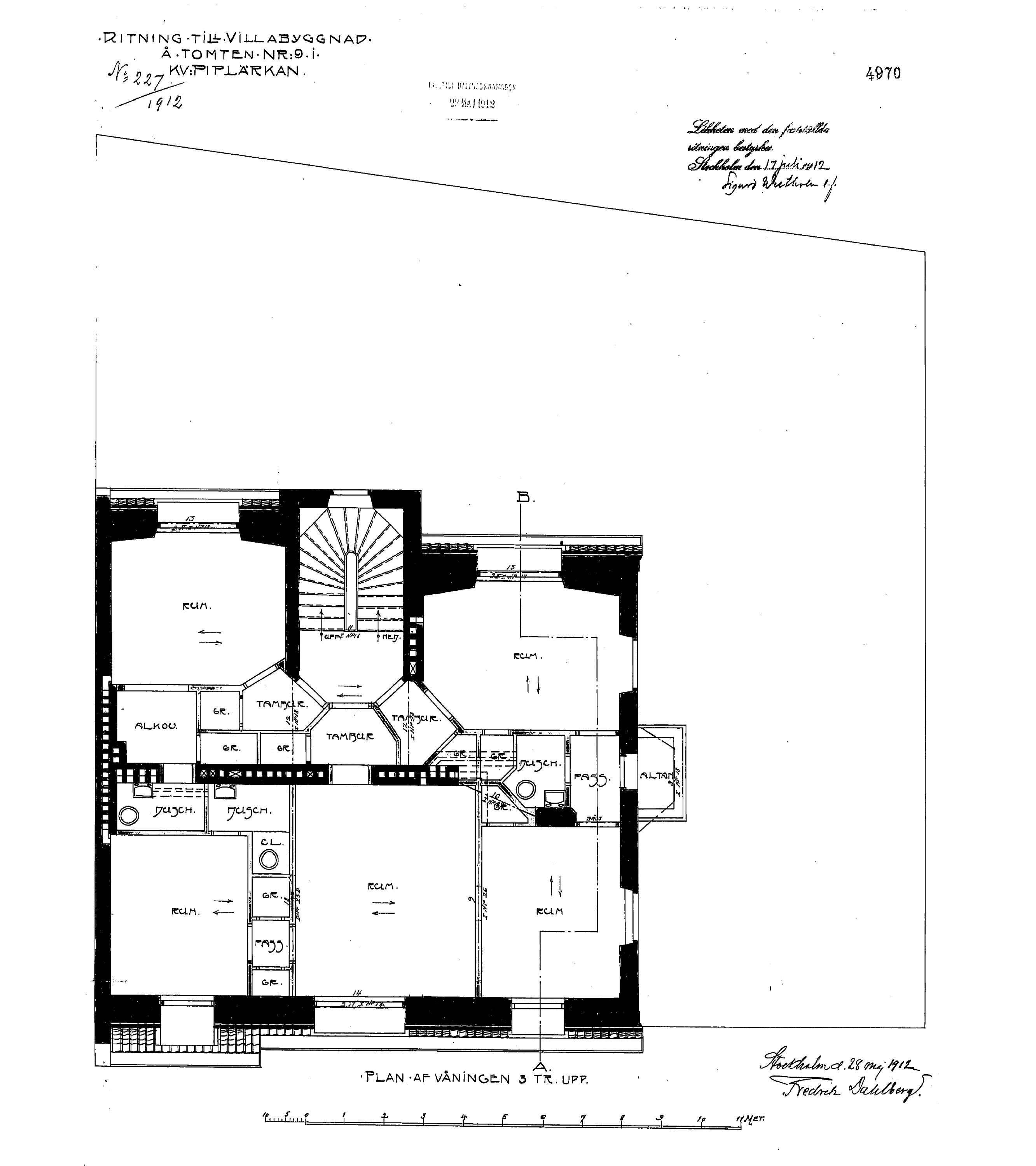
Våning 3 trappor.
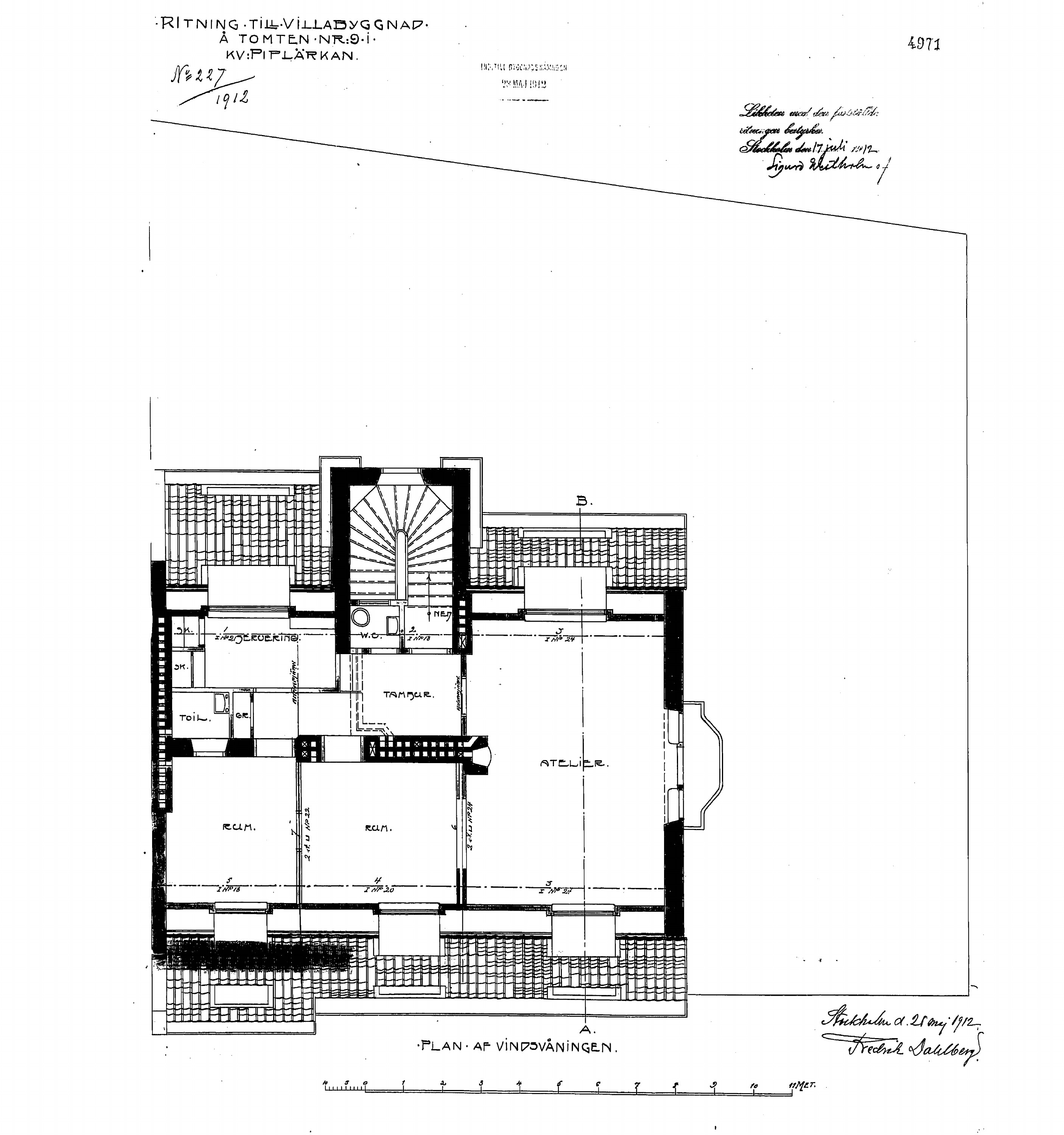
Vindsvåning.
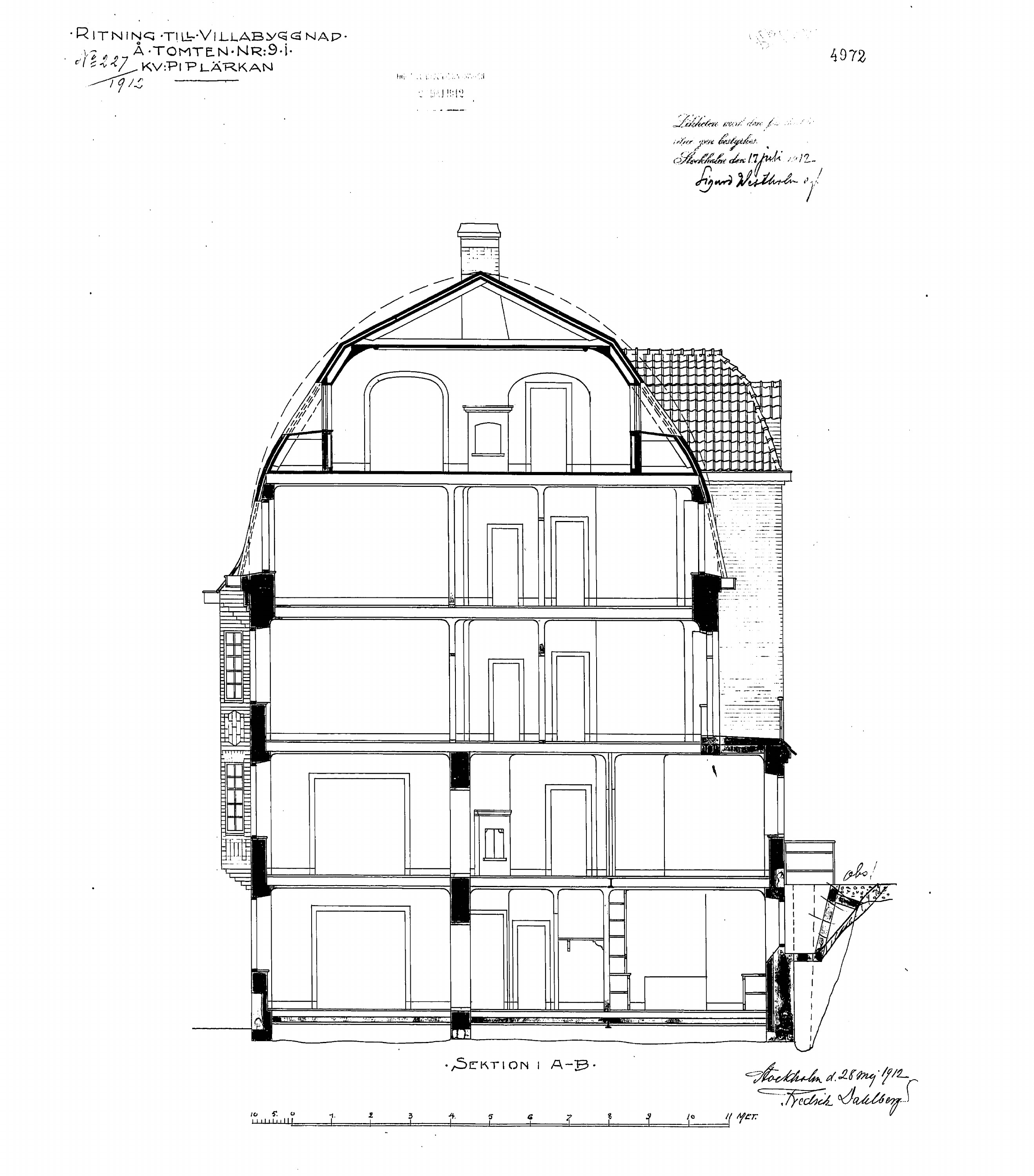
Sektion.

## Husets vidare öden
Av Stockholms adresskalender framgår att Ljungberg sålt fastigheten omkring 1914 till sitt eget bolag, Ljungbergs handels & fabriks AB. Bland boenden fanns Ljungberg själv samt konstnären Oskar Lycke som hyrde ateljévåningen och arkitekten Gustaf Linden. 1920 uppges en konsul V. Hoving som ägare och 1923 friherren S. Rålamb. Idag ägs fastigheten av bostadsrättsföreningen Piplärkan 9 som bildades 1998. Föreningen äger husets åtta lägenheter med storlekar mellan 40 och 251 m². I maj 2022 såldes en lägenhet om två rum och kök (motsvarande 83 m²) för 11 miljoner kronor.

### Nutida bilder

Fasaddetaljer
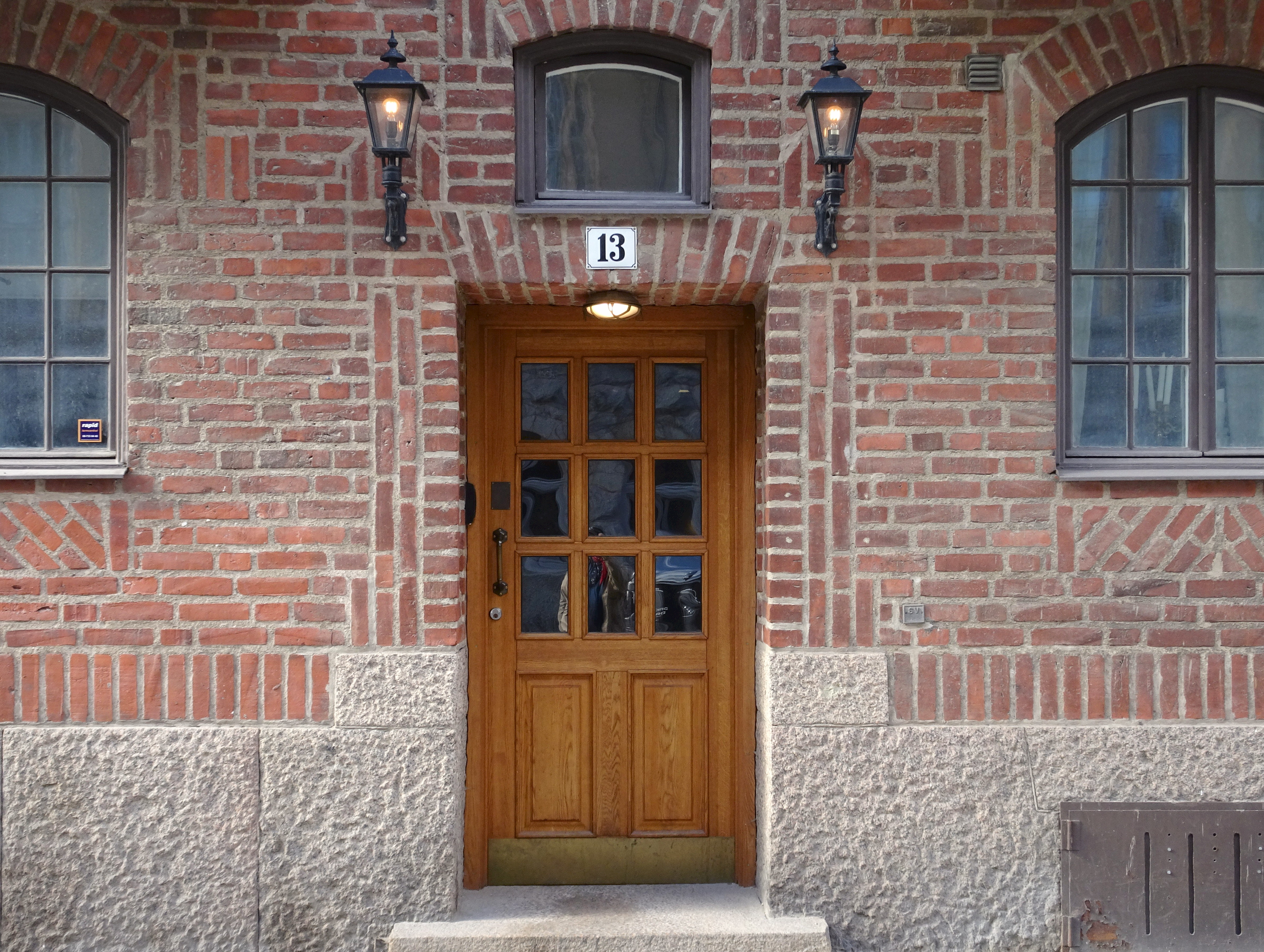
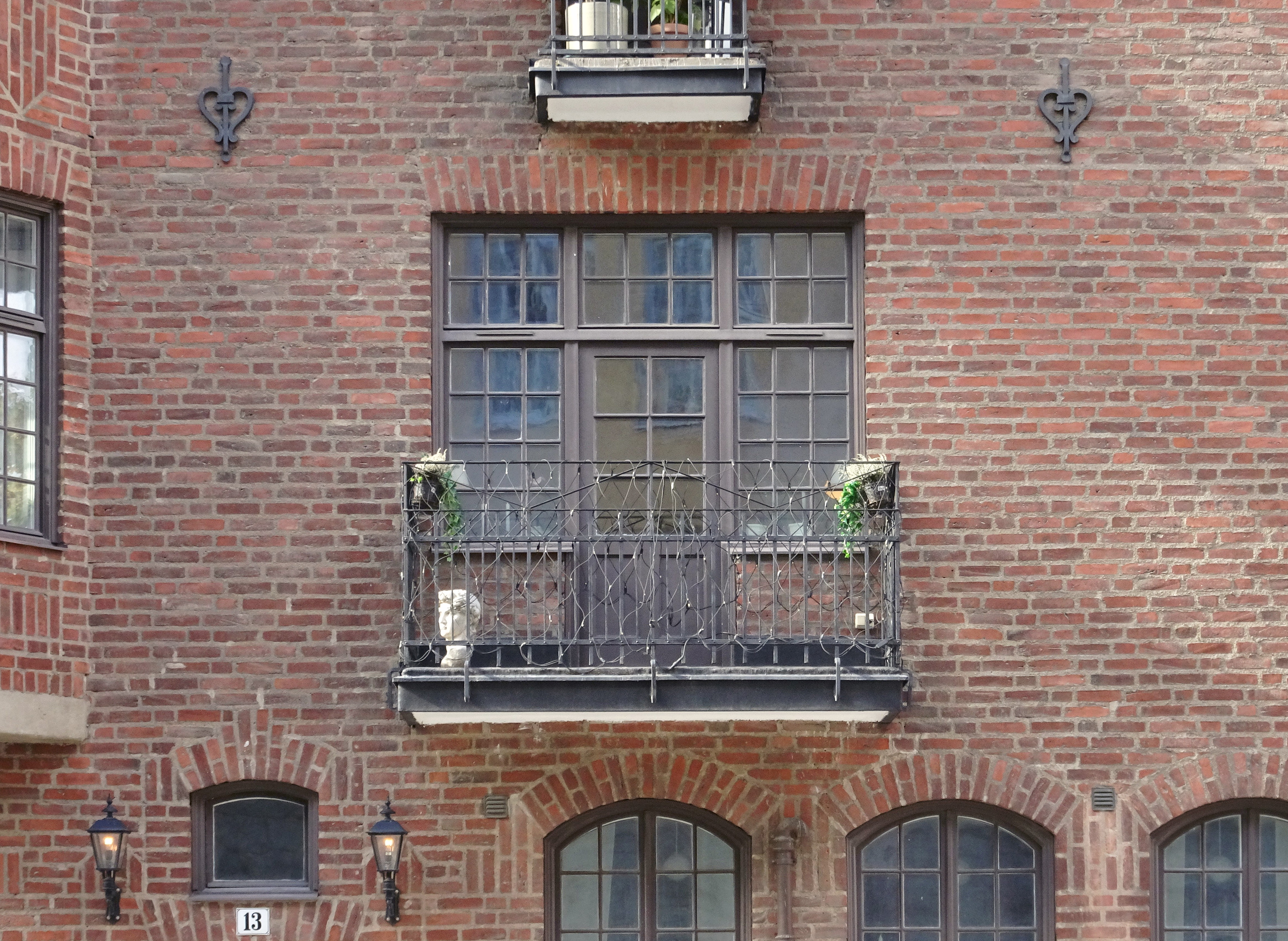
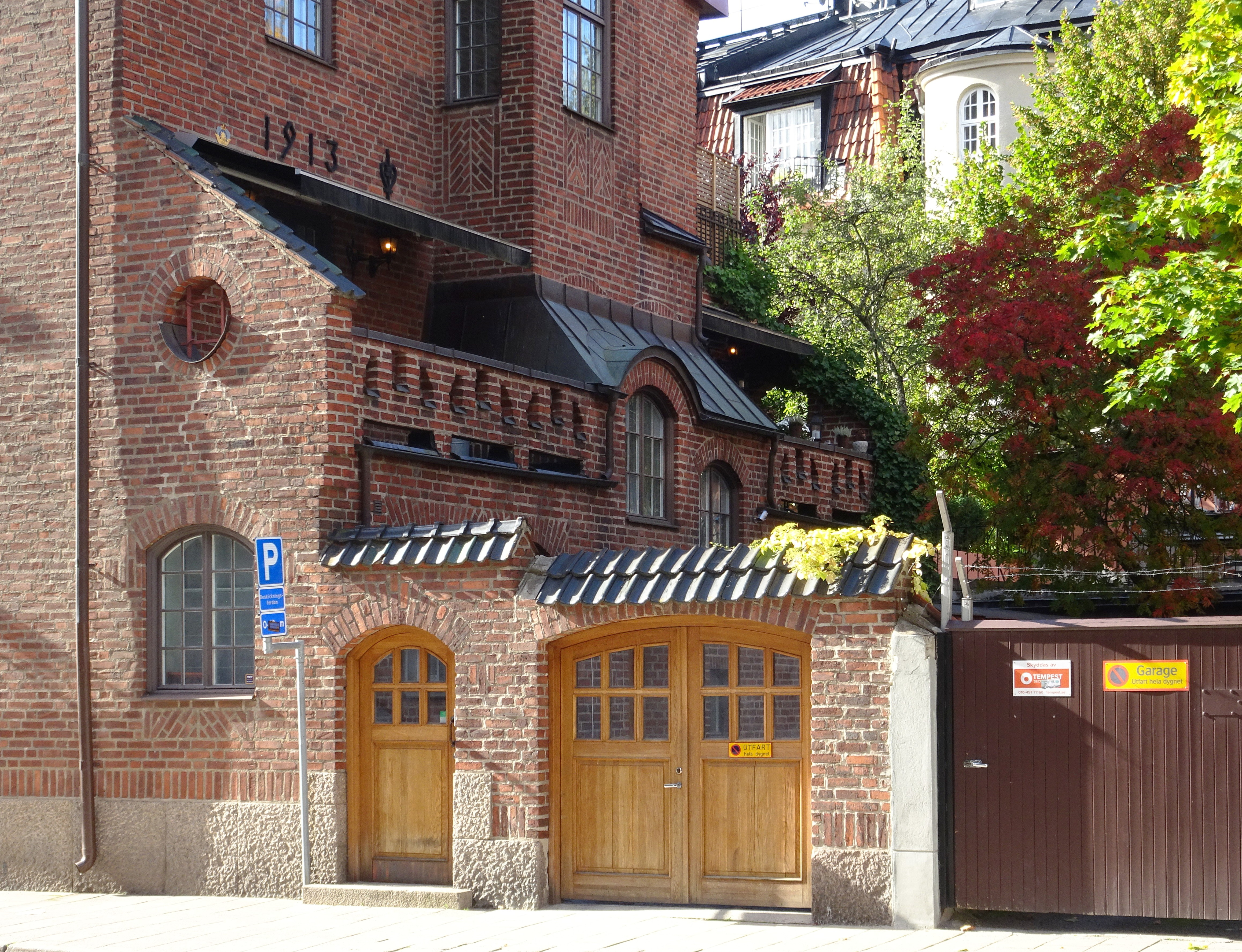
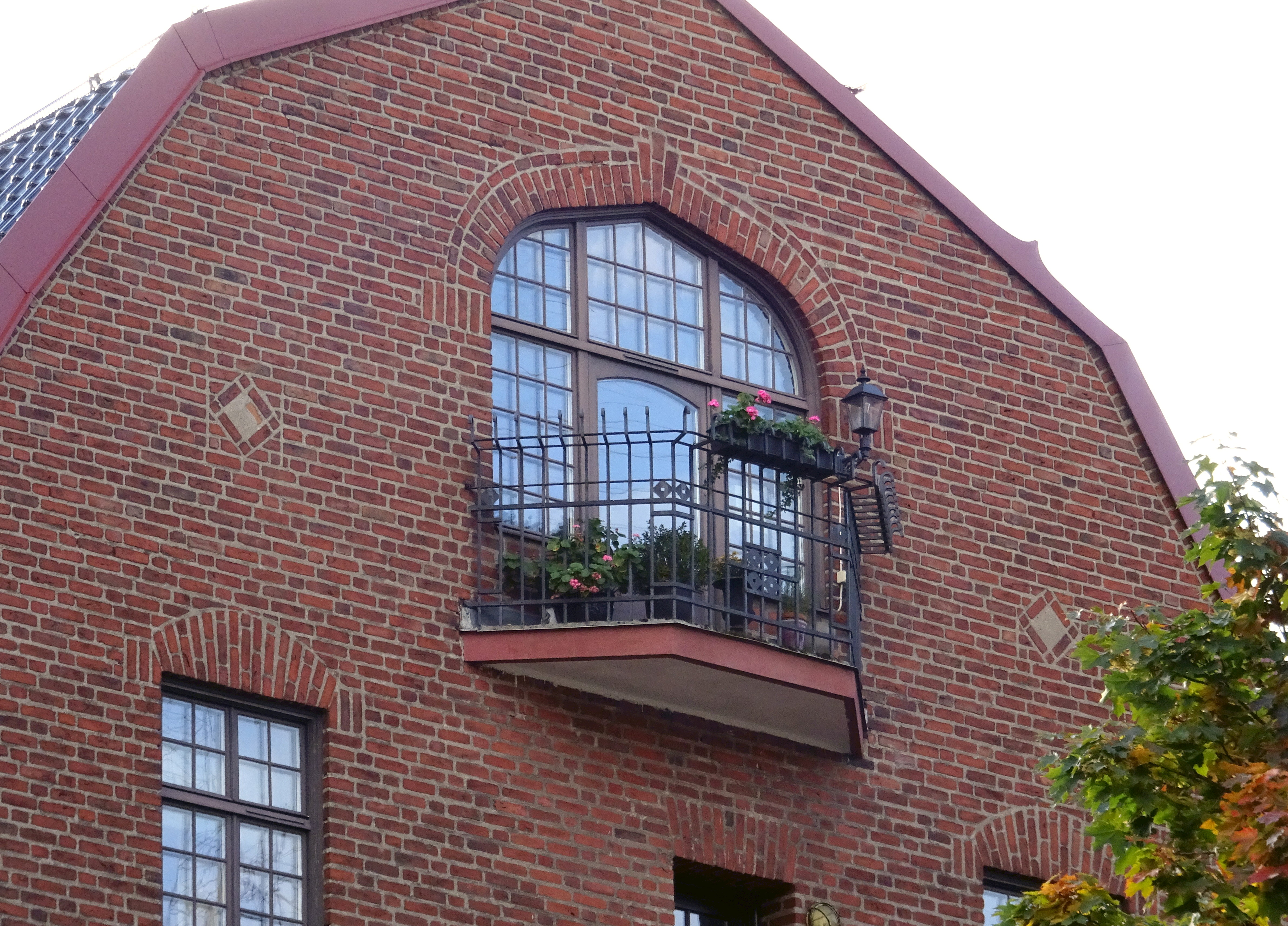